# Оптино
О́птино (бел. О́пціна) — озеро в Россонском районе Витебской области Белоруссии. Относится к бассейну реки Дрисса.

## Описание
Озеро Оптино располагается в 32 км к востоку от городского посёлка Россоны. На западном берегу озера находится деревня Заборье.
Площадь зеркала составляет 0,65 км². Длина — 1,56 км, наибольшая ширина — 0,61 км. Длина береговой линии — 5,48 км. Объём воды в озере — 2,46 млн м³. Наибольшая глубина — 6,1 м, средняя — 3,8 м. Площадь водосбора — 10,1 км².
Котловина озера лощинного типа, вытянутая с севера на юг. Склоны высотой 8—15 м, песчаные, поросшие лесом и кустарником.
Береговая линия слабо извилистая. Берега низкие, песчаные, покрытые кустарником, на востоке сливающиеся со склонами котловины. Дно сапропелистое, вдоль берегов песчаное. Присутствуют семь островов общей площадью 3 га.
В озеро впадают два ручья. Вытекает ручей, впадающий в озеро Волоба.
Прозрачность воды достигает 1,9 м. Минерализация — до 260 мг/л. Озеро эвтрофное, слабопроточное.

## Флора и фауна
Прибрежная надводная растительность образует полосу шириной 10—12 м, местами до 20 м. Подводная растительность простирается до глубины 2,8 м.
В озере водятся щука, лещ, окунь, плотва, карась, краснопёрка.